# Космическая опера

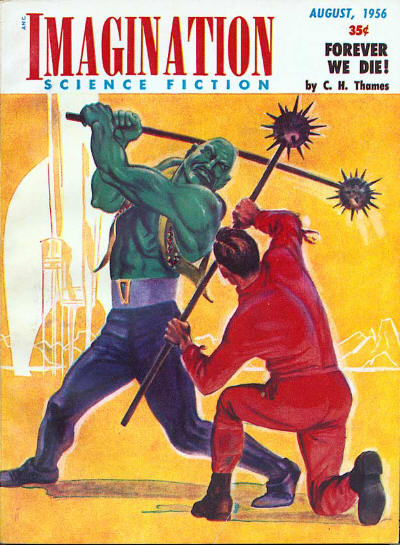
Обложка журнала научной фантастики «Imagination» за август 1956 года.

Косми́ческая о́пера, космоо́пера (от англ. space opera) — один из поджанров приключенческой научной фантастики, который обычно определяется по формальным признакам: действие происходит в космическом пространстве и/или на других планетах (в Солнечной системе или за её пределами) в условном (обычно экзотическом) антураже и, как правило, включает в себя конфликт между оппонентами, применяющими могущественные (иногда полностью вымышленные) технологии; персонажи подчёркнуто героичны, а масштабы их деяний ограничены лишь фантазией авторов. Считается, что главное отличие космической оперы от «твёрдой» научной фантастики состоит в полном или частичном отказе от научного обоснования происходящего в пользу масштабности, многоплановости, колоритности и «эпичности».
Изначально произведения этого жанра были чисто развлекательными, а термин использовался в негативном смысле, но впоследствии приёмы «космической оперы» вошли и в арсенал авторов художественно значимой фантастики.

## История жанра
Термин «космическая опера» был впервые введён в 1940 году Уилсоном Такером, который использовал его для обозначения халтурной коммерческой научной фантастики:

В наше время стало привычным, что в обиход вводятся новые словечки; мы тоже можем одно такое предложить. Если вестерн называют «конской оперой», слезогонный сериал для домохозяек — «мыльной оперой», то халтурную жвачку про космолёты и спасателей миров можно смело назвать «космической оперой»…

В связи с тем, что Такер предложил термин для уже сложившегося на тот момент явления, невозможно однозначно установить «родоначальников» «космической оперы». Формально ими можно считать любых авторов, вклад которых в фантастику о космических путешествиях несомненен. При этом термин «космическая опера» оказывается одинаково применим к произведениям достаточно широкого жанрового диапазона — например, «марсианские» романы Берроуза из цикла о Джоне Картере; научно-фантастические «галактические» романы Э. Э. «Дока» Смита из циклов «Космический Жаворонок» и «Линзмены»; романы Эдмонда Гамильтона о масштабных космических катастрофах, за которые его прозвали «Разрушителем миров» или «Спасителем миров»; космические вестерны, ставшие фирменным жанром журнала «Astounding» в первые годы его существования; газетные комиксы о Флэше Гордоне и Баке Роджерсе и снятые на их основе киносериалы — и так далее. Наиболее ранним произведением, соответствующим «канонам» жанра, можно считать роман Гаррета Сёвисса «Эдисоновское завоевание Марса» (1898), вольное продолжение «Войны миров» Герберта Уэллса, в котором земные учёные во главе с Эдисоном летят на Марс и наносят марсианской цивилизации сокрушительный ответный удар.
Жанр «космической оперы» бурно развивался в 1940-е годы как направление подростковой приключенческой литературы (параллельно с концептуальной научной фантастикой в духе Кэмпбелла, у которой была своя «космическая опера» — цикл Айзека Азимова «Основание») и обычно ассоциировался с журналами «Fantastic Adventures», «Amazing Stories», «Captain Future» и некоторыми другими. В этот период появляются такие определяющие для жанра произведения, как «Звёздные короли» Эдмонда Гамильтона.

Обложка журнала «Planet Stories» (лето 1949 года) с иллюстрацией к роману Ли Брэккетт

Характерной особенностью «космической оперы» этого периода является сочетание футуристических и архаических элементов антуража — например, космические корабли и поединки на мечах, ядерные технологии и феодальная социальная структура и т. д. Неприемлемое с точки зрения канонов «строгой» фантастики, столь вольное сочетание анахроничных реалий в то же время способствовало развитию художественной свободы в фантастике и впоследствии регулярно применялось даже наиболее значительными авторами фантастических произведений (Урсула Ле Гуин, Джин Вулф, Сэмюэл Дилени, Фрэнк Герберт), что со временем сделало жанр «космической оперы» гораздо более респектабельным. В этот же период очевидные условности жанра были язвительно спародированы в целом ряде произведений — в том числе в романе Гарри Гаррисона «Билл — герой Галактики» и фильме Роже Вадима «Барбарелла» (1968).
Этапным событием для «космической оперы» стал выход фильма Джорджа Лукаса «Звёздные войны» (1977), в котором условности жанра были использованы в сочетании с фундаментальными мифологическими архетипами. Успех фильма, его продолжений и созданных на его основе романов значительно расширил аудиторию жанра, дав новый импульс его развитию. В следующие десятилетия приёмами «космической оперы» пользовались такие известные авторы, как Лоис Макмастер Буджолд (цикл «Барраяр»), Дэн Симмонс (цикл «Песни Гипериона»), Вернор Виндж, Йен Бэнкс (цикл «Культура»), Дэвид Вебер (цикл «Хонор Харрингтон») и другие.

### Космическая опера в СССР
Одним из первых известных советских научно-фантастических произведений, которое критики, с некоторыми оговорками, отнесли к жанру «космической оперы», стала эпическая трилогия Сергея Снегова «Люди как боги» (1966—1977) (сам автор рассматривал свои романы как «мягкую» пародию на этот жанр). Следующим заметным произведением, сознательно написанным в традициях «космической оперы», стала повесть Ольги Ларионовой «Чакра Кентавра» (1988). Благодаря тому, что в конце 1980-х — начале 1990-х были впервые изданы значительными тиражами на русском языке многие зарубежные произведения жанра, приёмы «космической оперы» стали широко использоваться отечественными писателями-фантастами. Среди наиболее известных отечественных произведений этого направления часто упоминаются романы Сергея Лукьяненко «Принцесса стоит смерти» и «Звёзды — холодные игрушки», а также трилогия Александра Зорича «Завтра война».

## Космическая опера в саентологии
Основатель саентологии, писатель-фантаст Рон Хаббард, использовал термин «космическая опера» для обозначения части саентологического учения, описывающей реально существующие (по мнению саентологов) внеземные цивилизации и их вмешательство в жизни землян.